# Spillway Icefall
Der Spillway Icefall (englisch für Überlauf-Eisfall) ist ein imposanter Gletscherbruch in der antarktischen Ross Dependency. Im Königin-Maud-Gebirge fließt er durch das Zentrum der Duncan Mountains zur Amundsen-Küste und mündet in das Ross-Schelfeis.
Das Advisory Committee on Antarctic Names benannte ihn auf Vorschlag des US-amerikanischen Geologen Edmund Stump (* 1946) von der Arizona State University, der zwischen 1974 und 1975 in diesem Gebiet tätig war. Der Gletscherbruch erinnerte Stump an den Überlauf eines Staudamms.